# Małgorzata Węgierska

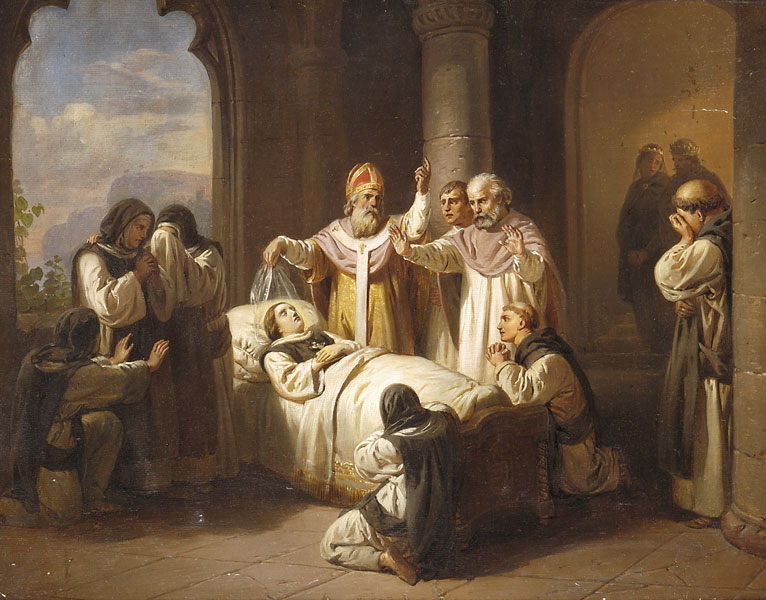
József Molnár, Śmierć świętej Małgorzaty (1857)

Małgorzata Węgierska, również Małgorzata Młodsza (ur. 27 stycznia 1242 na zamku Klis koło Splitu, zm. 18 stycznia 1271) – córka króla Węgier Beli IV i cesarzówny Nikai Marii Laskaris, ofiarowana przez ojca Bogu z intencją uratowania Węgier z najazdu mongolskiego, dominikanka (OP), mistyczka, stygmatyczka, dziewica i święta Kościoła katolickiego.

## Życiorys
Małgorzata w wieku trzech i pół lat została dominikanką w klasztorze św. Katarzyny w Veszprémie. W wieku 10 lat zamieszkała w klasztorze dominikanek, który wzniósł jej ojciec na wyspie na Dunaju (dziś Wyspa Małgorzaty w Budapeszcie). Tam też złożyła w wieku 12 lat śluby zakonne na ręce generała dominikanów, Humberta z Romains. Z rąk prymasa Węgier otrzymała też konsekrację dziewic. Kilkakrotnie próbowano ją wydać za mąż, ale zawsze się skutecznie opierała. Czyniła starania o pokój, gdy jej brat Stefan V walczył z ojcem Belą IV. W zakonie dominikanek nie pełniła żadnych funkcji, była szeregową mniszką. Pracowała głównie z chorymi zakonnicami jako infirmerka. Oddawała się także ciężkiej pracy.
Małgorzata była mistyczką i stygmatyczką (jedną z pierwszych kobiet w Kościele). Jej życie upłynęło na ustawicznych modlitwach i wyjątkowo surowych pokutach (posty, upokarzanie się, ciężka praca, posługa zaraźliwie chorym czy biczowania dyscypliną). Jej siostrami były: św. Kinga, bł. Jolenta Helena i Konstancja.

## Kult

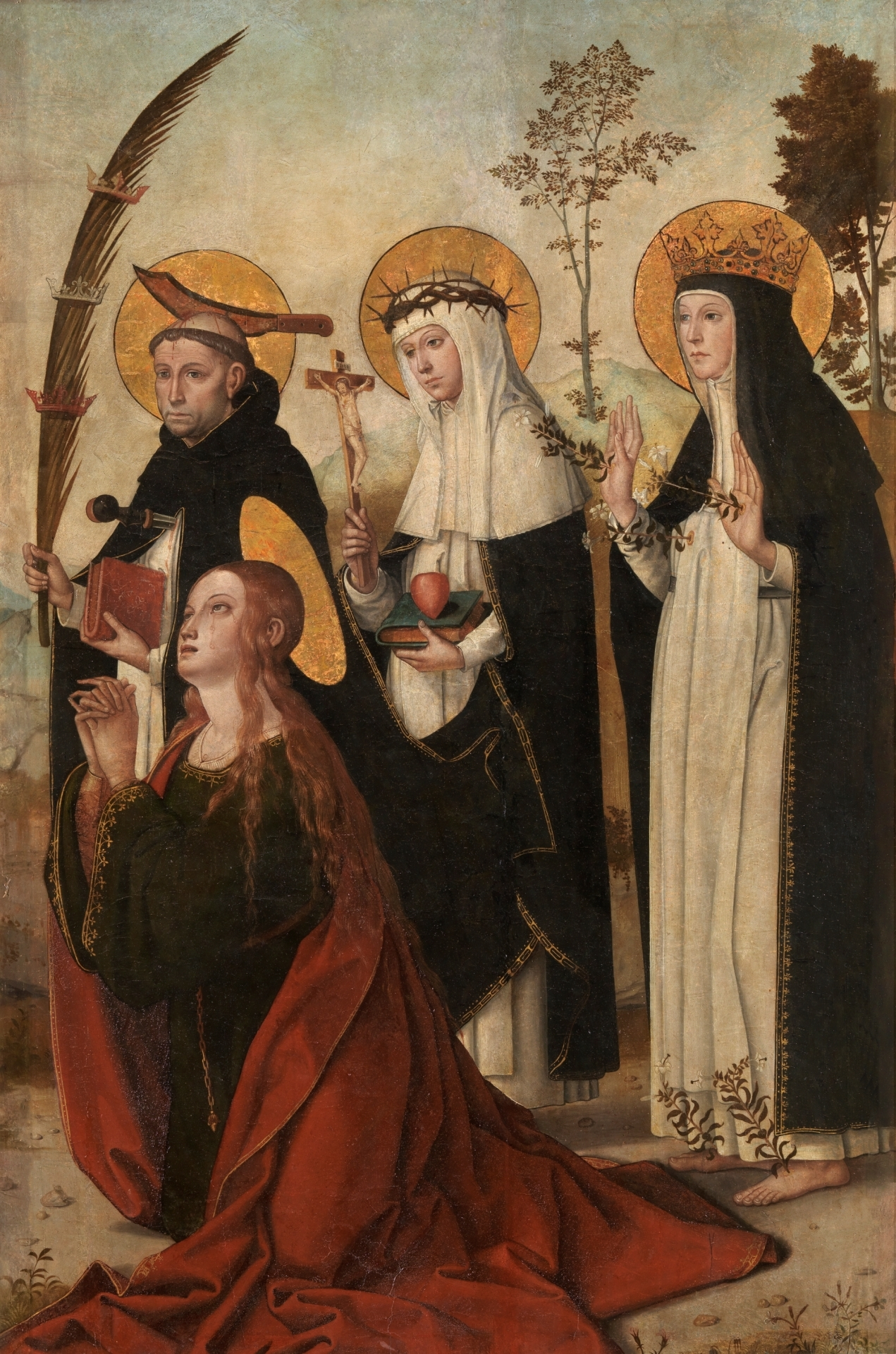
Święci Maria Magdalena, Piotr z Werony, Katarzyna ze Sieny i Małgorzata Węgierska z wyobrażeniem stygmatów, mal. Juan dr Borgoña

Już za życia otaczano ją wielką czcią, która spotęgowała się jeszcze po jej śmierci 18 stycznia 1271 r. Beatyfikowana w 1789. W 1943 roku została kanonizowana przez papieża Piusa XII. Jej imieniem nazwana jest słynna wyspa Małgorzaty na Dunaju w Budapeszcie (Węgry). Na wyspie do dziś istnieje źródło św. Małgorzaty, którego woda posiada moc uzdrawiającą. W ikonografii przedstawiana jest jako mniszka, z lilią, czasem z koroną u stóp (odrzuciła bowiem wielu monarchów, starających się o jej rękę, m.in. Karola Andegaweńskiego i Bolesława Pobożnego), w płaszczu pokrytym gwiazdami. Na Wyspie Małgorzaty (w jęz. węgierskim: Margit sziget), w obrębie ruin dawnego klasztoru dominikanek znajduje się jej grób. Napis na marmurowej płycie (80x150 cm) jest dwujęzyczny (tj. sporządzony w jęz. więgierskim i łacińskim). W języku węgierskim jest on następujący: „ÁRPÁDHÁZI SZENT MARGIT/1242-1271/ IV. Béla leányának sírja/ezen a helyen volt a XVI. századig.” Natomiast łacińskie brzmienie napisu, to: „Sancta Margarita 1242 – 1271. Hungariae regis Belae IV. filia. Hic jacuit usque ad saeculum XVI” („Święta Małgorzata 1242-1272. Córka króla Węgier Beli IV. Tu spoczywała aż do XVI w.”). Na terenie byłego klasztoru Dominikanek zlokalizowana jest również kapliczka poświęcona św. Małgorzacie. Można tam ujrzeć obraz Świętej, na którym widnieje ubrana w biały habit, piękna młoda kobieta ze złożonymi do modlitwy dłońmi, a od jej głowy rozchodzą się świetliste promienie.
Wspomnienie liturgiczne w Kościele katolickim obchodzone jest 18 stycznia.